# Iszlám Nemzet
Az Iszlám Nemzet (angol: Nation of Islam - NOI) egy vallási-politikai mozgalom és szervezet  az Egyesült Államokban. A fekete nacionalista szervezet az afrikai diaszpórára összpontosítja figyelmét, különösen az afroamerikaiakra. Bár az iszlám egy formáját hirdeti, hiedelmei jelentősen eltérnek a fő áramú iszlám hagyományoktól. A vallástudósok új vallási mozgalomként jellemzik, és részben
az UFO-vallásokhoz hasonlónak minősítették.
A szervezet megfogalmazott céljai az afroamerikaiak lelki, mentális, szociális és gazdasági helyzetének javítása. A kritikusok azonban úgy jellemezték a szervezetet, mint amely az antiszemitizmust támogatja, és LMBT-ellenes retorikát alkalmaz. Hangsúlyozza a feketék felsőbbrendűségét a fehérekkel szemben, és arra ösztönzi az afroamerikaiakat, hogy hagyják ott a kereszténységet, mint az elnyomók eszközét. Tanításai közé tartoznak az egyistenhit, az Istennek való alávetettség és a családi élet erős hangsúlyozása, amelyek a hagyományos iszlám hit tanításai is.

## Története
A mozgalmat 1930-ban Wallace Fard Muhammad alapította, aki 1934-ben rejtélyes körülmények között eltűnt. Utóda Elijah Muhammad (1897–1975) lett.
Az Iszlám Nemzet a második világháború után gyorsan növekedett, és az 1960-as évek elején Malcolm X munkássága révén országos reflektorfénybe került. 
A vezetői viták miatt Malcolm X külön szervezetet alapított, és végül 1965-ben meggyilkolták.
Az 1970-es években Elijah Muhammadot fia, Wallace D. Muhammad (1933–2008) követte, aki a szervezetet egyre inkább a szunnita iszlám hitéhez igazította, elutasítva a Nemzet számos sajátos tanítását. 1976 novemberében a szervezetet Al-Iszlám Világközösségévé nevezte át, 1978 áprilisában pedig Amerikai Muszlim Missziónak. 1985-ben feloszlatta a Missziót és arra buzdította tagjait, hogy váljanak ortodox muszlimokká és a helyi mecsetek közösségéhez csatlakozzanak.
Wallace D. Muhammad reformjait elutasító vezető Louis Farrakhan volt, aki más elégedetlen tagokkal együtt 1977-ben elkezdte újjáépíteni az Iszlám Nemzetét. A Louis Farrakhan vezette csoport megtartotta a mozgalom eredeti nevét és tanításait.
A bokszlegenda, Muhammad Ali szintén az Iszlám Nemzet tagja volt, egész 1975-ig.